# Fiat lux

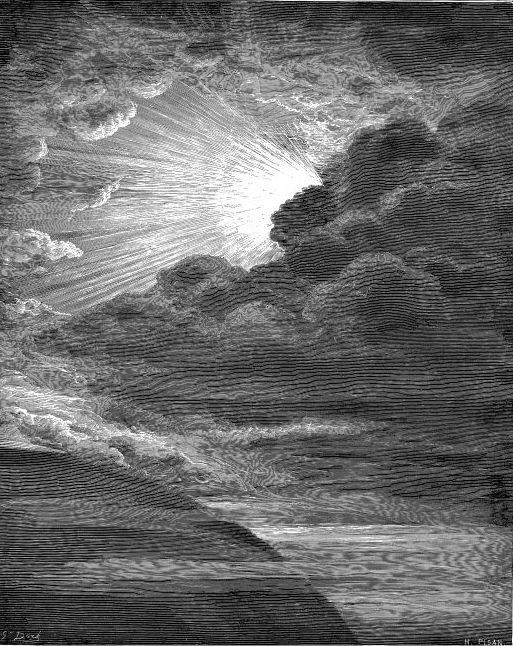
La creación de la luz según Gustave Doré.

Fiat lux es una locución latina que literalmente significa «Que se haga la luz» o «Sea la luz», y que tiene sus orígenes en la frase hebrea יְהִי אוֹר (yehi 'or).
La expresión proviene del tercer versículo bíblico del libro del Génesis. En la traducción Reina Valera aparece en la siguiente forma:

1:1 En el principio creó Dios los cielos y la tierra.

1:2 Y la tierra estaba desordenada y vacía, y las tinieblas estaban sobre la faz del abismo, y el Espíritu de Dios se movía sobre la faz de las aguas.

1:3 Y dijo Dios: Sea la luz; y fue la luz.

1:4 Y vio Dios que la luz era buena; y separó Dios la luz de las tinieblas.
Génesis 1:1-4